# Dženan Talić
Dženan Talić (* 18. Oktober 1999 in Chur, Schweiz) ist ein bosnischer Fußballspieler, welcher beim SC Brühl St. Gallen in der Promotion League spielt und als defensiver/offensiver Mittelfeldspieler eingesetzt wird.

## Karriere
Talić begann seine Fußballkarriere beim FC Untervaz in Graubünden. Nach kurzer Zeit erfolgte der Wechsel zu FC Landquart, wo er direkt in die kantonale Auswahl von Graubünden (TSO)  berufen wurde, ehe er zum FC St. Gallen wechselte. Bis zur U16 durchlief Talic alle U-Mannschaften des FC St. Gallen. Danach spielte er in der U21-Mannschaft des FC Vaduz, des FC Wil und des FC Schaffhausen. Ab der Saison 2019/20 berief ihn Murat Yakin in den Profikader von Schaffhausen in der Challenge League. Sein Debüt erfolgte am 20. Juni 2020 auswärts gegen den SC Kriens.

## Leben
Dzenan Talic, ursprünglich aus Sanski Most (Bosnien und Herzegowina), lebt zurzeit mit seiner Familie in der Ostschweiz. In seiner Jugendzeit wurde er in der Eliteschule des Ostschweizer Fussballverbandes ausgebildet. Den FCO Campus besuchte er zwischen 2012 und 2015.